# Антлерс
Антлерс (англ. Antlers) — город в США, административный центр округа Пушматаха, штат Оклахома. Население — 2221 человек (2020).

## География
Антлерс расположен по координатам 34°13′59″ с. ш. 95°37′17″ з. д. (34.233078, -95.621391). Согласно Бюро переписи населения США, город имеет площадь 7,10 км², из которых 7,07 км² — суша, а 0,03 км² — водоёмы.

## Демография
| Год переписи                          | Нас. |  | %±     |
| ------------------------------------- | ---- |  | ------ |
| 1910                                  | 1273 |  | —      |
| 1920                                  | 1842 |  | 44,7%  |
| 1930                                  | 2246 |  | 21,9%  |
| 1940                                  | 3254 |  | 44,9%  |
| 1950                                  | 2506 |  | −23%   |
| 1960                                  | 2085 |  | −16,8% |
| 1970                                  | 2685 |  | 28,8%  |
| 1980                                  | 2989 |  | 11,3%  |
| 1990                                  | 2524 |  | −15,6% |
| 2000                                  | 2552 |  | 1,1%   |
| 2010                                  | 2453 |  | −3,9%  |
| 2020                                  | 2221 |  | −9,5%  |
| 1910–2020 Десятилетняя перепись в США |      |  |        |

Согласно переписи 2010 года, в городе проживало 2453 человека в 1003 домохозяйствах в составе 607 семей. Плотность населения составляла 346 человек/км². Было 1177 квартир (166/км²).
Расовый состав населения:
| - 74,8% — белых - 17,9% — коренных американцев - 0,9% — черных или афроамериканцев - 0,2% — азиатов |

К двум или более расам принадлежало 5,3%. Доля испаноязычных составила 3,9% от всех обитателей.
По возрастному диапазону население распределялось следующим образом: 25,3% — лица младше 18 лет, 53,9% — лица в возрасте 18-64 лет, 20,8% — лица в возрасте 65 лет и старше. Медиана возраста жителя составила 39,8 лет. На 100 человек женского пола в городе приходилось 87,0 мужчин; на 100 женщин в возрасте от 18 лет и старше — 80,1 мужчин также старше 18 лет.
Средний доход на одно домохозяйство составил 40 596 долларов США (медиана — 27 883), а средний доход на одну семью — 49 658 долларов (медиана — 31 810). Медиана доходов составляла 31 700 долларов для мужчин и 25 703 доллара для женщин. За чертой бедности находилось 34,5% человек, в том числе 49,3% детей в возрасте до 18 лет и 11,0% лиц в возрасте 65 лет и старше.
Гражданское трудоустроенное население составляло 894 человека. Основные области занятости: образование, здравоохранение и социальная помощь — 28,6%, розничная торговля — 17,7%, искусство, развлечения и отдых — 12,0%, строительство — 8,1%.